# Radomír Hrotek
Radomír Hrotek (* 18. září 1964) je bývalý slovenský fotbalista, obránce.

## Fotbalová kariéra
Hrál za Inter Bratislava. V československé lize nastoupil ve 42 utkáních.

## Ligová bilance
| Ročník                                   | Zápasy | Góly | Klub             |
| ---------------------------------------- | ------ | ---- | ---------------- |
| 1. československá fotbalová liga 1983/84 | 11     | 0    | Inter Bratislava |
| 1. československá fotbalová liga 1984/85 | 13     | 0    | Inter Bratislava |
| 1. československá fotbalová liga 1985/86 | 18     | 0    | Inter Bratislava |
| CELKEM                                   | 42     | 0    |                  |